# Antonio de Aragón
Antonio de Aragón, fue un militar español que jugó un importante papel en la conquista y colonización española del Tucumán.

## Biografía
Tuvo gran actuación en el alzamiento calchaquí, que instigó el falso inca Pedro Bohórquez durante el gobierno de Alonso Mercado y Villacorta (1655-1660). Tenía su estancia en Chujchagasta (hoy Chuscha), en el valle de Choromoro, Trancas, donde era encomendero. Cuando Bohórquez avanzó por el Tucumán, recibiendo a su paso el vasallaje de curacas e indios, se detuvo en dicha estancia. La tomó por residencia habitual por un tiempo y hasta ella llegaron los naturales en busca del Guallpa Inga. Pero Bohórquez, sabedor de que ya lo perseguía al capitán Bernardo Ordóñez de Villaquirán, abandonó la estancia y se internó en el Valle Calchaquí, escenario de las sangrientas luchas que sobrevinieron. En mayo de 1658, Mercado y Villacorta salió con su ejército, hacia la casa del capitán Aragón. Luego de otros feroces encuentros en el valle Calchaquí, pudo vencer a los naturales. Las mitad de los indios chujchas, que estaban asentados entre Cafayate y San Carlos, fueron transferidos en reducción a la estancia de Aragón, que comenzó a llamarse Chujchagasta.
- Datos: Q5700146